# Monte do Carmo
Monte do Carmo är en kommun i Brasilien.   Den ligger i delstaten Tocantins, i den centrala delen av landet, 600 km norr om huvudstaden Brasília. Antalet invånare är 6 717.
Omgivningarna runt Monte do Carmo är huvudsakligen savann. Trakten runt Monte do Carmo är nära nog obefolkad, med mindre än två invånare per kvadratkilometer.